# Microsoft AutoRoute
Microsoft AutoRoute ist ein Routenplaner für den PC zum Einsehen von Landkarten und zum automatischen Erstellen individueller Fahrrouten mit dem Kraftfahrzeug. Die Version für Nordamerika (USA und Kanada) heißt Microsoft Streets & Trips.

## Geschichte
Die erste Version brachte die britische Firma NextBase Ltd. in den späten 80er Jahren für DOS-basierende Computer auf den Markt und portierte es später auf den Apple Macintosh und Microsoft Windows. 1994 wurde die Software an Microsoft verkauft und unter den Namen Microsoft Automap Road Atlas und Microsoft Automap Streets vermarktet. Seit 1995 heißt das Programm in Europa Microsoft AutoRoute.
Ab Version 2000 war eine Basisversion unter verschiedenen Namenszusätzen (Express, Standard, zuletzt Essentials) Bestandteil der Works Suite bis Version 2006. Über diesen Vertriebsweg als OEM-Version hat das Programm seine größte Bekanntheit erlangt.
Die aktuelle Programmversion 2013 lässt sich ab Windows XP bzw. Windows Server 2003 installieren. Bei Windows XP und Windows Server sind die 64-Bit Versionen ausgeschlossen.
Im Juli 2014 gab Microsoft die Einstellung der Entwicklung bekannt. Die Unterstützung mit Aktualisierungen wurde bis Juli 2015 fortgeführt. Die Version 2013 ist somit die letzte und wird seit Anfang 2015 nicht mehr vermarktet.

## Funktionen
AutoRoute ist in zwei Vollversionen mit oder ohne GPS-Navigation erhältlich und unterstützt die sprachgesteuerte Führung für mobile Windowscomputer. In der OEM-Version ist das Programm ohne GPS-Navigation und Sprachausgabe für den stationären Einsatz am Desktop-Rechner vorgesehen. Über Internet und Webdienste wie Windows Live Search sind jedoch auch weitere Onlinefunktionen enthalten. Version 2006 ist die letzte Version für Windows 98 / Me und die Version 2007 ist die letzte Version für Windows 2000.
Eine Besonderheit ist die Möglichkeit, die Karten mit Zeichenwerkzeugen individuell anpassen zu können.

### Kartenmaterial
Enthalten ist das Kartenmaterial von 37 europäischen Ländern. Nur für die wichtigsten europäischen Länder ist auch eine Adresssuche mit Straßennamen verfügbar, für die übrigen berücksichtigten Länder sind lediglich Fernstraßen verzeichnet. Das Kartenmaterial kann auf dem Datenträger verbleiben oder mitinstalliert werden und ist eine programmgestützte Alternative für Online-Routenplaner.

## Weblink
- Offizielle Produktseite des Herstellers